# 死神少爺與黑女僕
《死神少爺與黑女僕》是由井上小春所創作的日本漫畫，由2017年10月3日至2022年5月17日連載於小學館旗下漫畫網站「Sunday Webry」。改編電視動畫第1季於2021年7月至9月播映，共12集；第2季於2023年7月至9月首播，共12集；第3季於2024年4月至6月首播。
截至2021年7月，累積發行量超過150萬本。

## 故事簡介
貴族家的少爺小時候被魔女施加了「讓觸碰到的生命全都死去」的詛咒，並因這詛咒而遭到疏遠，孤獨地生活在森林深處的大宅中。但隨著侍奉少爺的女僕──愛麗絲的到來，少爺的人生開始發生變化。

## 登場角色

### 別院
「少爺」維克多（Botchan / Viktor (Junior)，聲：花江夏樹）
貴族長子，5歲時遭到魔女詛咒，凡只要身體接觸到的動植物皆會被帶走生命，被迫離開家人，與管家羅伯搬到遠離人煙的深林別墅。擅長鋼琴。對於愛麗絲的性騷擾會感到害羞苦惱。
由於遭到詛咒被迫離開家人，甚至被母親稱呼為死神，讓他一度陷入絕望，關閉自己心房並且企圖尋死。在愛麗絲成為貼身女僕後，逐漸被她打開心房。某次下雪夜中離家出走，被愛麗絲所救並且被當面告白，因此想起愛麗絲的身分，也從此喜歡上愛麗絲。
頭髮天生自然捲，但因為討厭所以帶著大禮帽來掩飾，也害怕動物跟小孩，擔心他們難以捉摸的行動會誤觸碰到自己而死。個性有些軟弱但非常溫柔，即使被大家排斥也依然會為對方著想，在得知下詛咒的魔女莎黛的過去後，認為她在降下詛咒時是非常悲傷的，因此想要跟莎黛成為的朋友。
漫畫第213話在莎黛協助下終於解開詛咒。與眾人享受難得的幸福時光，為了與愛麗絲相守選擇放棄繼承家主之位，正式和愛麗絲結婚，還和母親卡貝拉修復親子關係。結局因為找到新的住處決定搬離別墅，搬家前與愛麗絲雙人聯彈鋼琴，期許一行人過得幸福。
愛麗絲・蘭德洛特（Alice Lendrott，聲：真野步）
身材姣好擁有J罩杯，侍奉少爺的女僕，從小就和少爺認識。2年前開始在少爺身旁服侍。會與他有親近的時候。工作時或是對少爺進行性騷擾時都能維持自己的步調，雖然難以為人猜測心中所想，但很關心並深愛著少爺，對他的愛情是貨真價實的。
從小體弱多病行動也不容易，原與母親一起住在偏遠地區的小房屋，隨著母親當上女僕後一起到少爺的本家生活。小時候因為少爺在她被欺負時出手相救，因此留下好感。
在母親過世後，改與姨母一起居住並飽受虐待，也因此鍛鍊出強大的精神力。2年前羅伯為了讓少爺有伴並打開心房，於是邀請愛麗絲到少爺身旁，擔任其貼身女僕。
為了幫助少爺早日脫離詛咒，嘗試了各種偏方，在後期與莎黛的決戰中，透過進入莎黛的內心與其對話，拯救莎黛崩潰的心，並順利讓莎黛願意解除詛咒。
少爺解開詛咒後，原顧及少爺祖父維克托提出少爺繼任家主的條件，決定不告而別，但是透過羅伯得知此事的少爺及時趕到愛麗絲搭乘的火車車廂上，成功向她求婚。最終少爺與愛麗絲正式結婚，偕同羅伯搬離別墅。
羅伯（Rob，聲：大塚芳忠）
侍奉少爺並擁有50年的管家資歷，個性親切和善，工作表現也堪稱完美，但因為沒有自覺自己已經老了，所以有時也會引起一些麻煩。
當少爺被迫離家時，由卡貝拉指定羅伯作為少爺唯一的陪伴，對少爺而言是宛如其父親般存在的老管家。
因為年老所以有老花、腰閃和記憶退化的毛病，但仍舊靠著深厚的資歷與身體記憶完成所有工作，任何人送的東西都會因捨不得丟棄而堆在房間。
結局裡偕同少爺和愛麗絲搬離別墅。

### 主宅
畢歐拉（Viola，聲：水瀨祈）
處在對於甜點以及戀愛等事物充滿興趣的年紀的少女，也是少爺的妹妹。性格豪爽無懼，就算被母親禁止，仍然會定期到少爺住的別墅去玩。
很喜歡可愛的服飾及妝容，創作了許多「畢歐拉式」技巧，但多半沒甚麼效果。喜歡戀愛話題，但對於少爺與愛麗絲的真心卻完全看不出來，也認為自己對羅伯的愛慕隱藏得很好，但其實所有人都知道。
雖然對兩位哥哥說話都有些不留情面，但實際上還是很喜歡哥哥們。
瓦爾特（Walter，聲：內田雄馬）
打扮紳士而且外表眉清目秀的少年，是少爺的弟弟。只要是關於少爺的事情就會特別容易在意，並視他為對手。很在意自己身為次子，所以被提到次子、2或是聽到類似的發音等詞語時，就會變得很歇斯底里。
某次在畢歐拉的幫助下化成女裝，企圖透過誘惑少爺的方式讓其名譽掃地，最後以失敗收場，卻開啟了華特女裝的興趣。
後來與妲蕾絲相戀，對於少爺解除詛咒後有可能影響他繼任家主位階感到糾結，甚至一度想解決少爺後再自殺，但隨即想起次子擁有戀愛方面的自由，向眾人宣布自己不再執著於家主之位。
最終因為少爺決定脫離家族而成為繼任家主。
卡貝拉（Gerbera，聲：大原沙耶香）
少爺的母親，貴族家族出身又是獨生女，所以接受了非常嚴格的教育也禁止與他人有過多互動，所以一直都沒有朋友，也不清楚該怎麼與人相處，因為家族之命和少爺的父親結婚。
在婚後與夏隆相識並成為摯友，允許夏隆直稱自己的名字，甚至還對夏隆說出類似告白的話。
因為少爺遭受詛咒特意保持距離，並說出少爺就像死神一樣的話，但本人對這話並無印象，卻也為此跟少爺道歉。
其實對於三個孩子都非常疼愛，也盡到母親所能的幫助他們，但由於缺乏跟人相處的常識，常常會說出一些並非本意或是過於直接的話語，有時也會在內心稍稍反省與檢視自己。
喜歡花卉、鳥、蘋果，討厭蟲子。
在少爺解除詛咒並表明放棄繼承家主之位時並不感到意外，也表示會指名次子華特成為繼任家主，就算被人指點也會當作沒聽見。
在與少爺、愛麗絲和夏隆的賞花日中表露出對於少爺關愛與情感，修復的彼此緊張的親情關係。

### 魔女
卡福（Cuff，聲：倉持若菜）
魔女，人類父親與魔女母親生下的混血的少女，與札因是青梅竹馬。小時候父母就在「狩獵魔女」的行動中雙雙身亡。卡福也因為混血兒的身分同時被人類和魔女兩方厭惡，但依然堅強地生活著。能夠變身成操控火焰的蝙蝠。目測有G罩杯。
在下雪的夜晚碰見了在雪地裡尋找耳環的少爺，並與之成為了朋友，之後與札因在雙子馬戲團擔任表演者。
與札因互相喜歡，但都因為雙方不夠率直所以都沒有向對方訴說真心，中期在札因的告白下正式成為戀人。
知道自己不聰明，會將需要判斷的事情交給札因去處理。但後期逐漸明白要靠自己的力量守護他人，在魔法學校接受伊吉的特訓後火焰魔力得到提升；之後與莎黛的決戰中，因為自身純粹且不加思索的攻擊，反而讓會讀心的莎黛難以應付。
札因（Zain，聲：神谷浩史）
臉就像是鳥一樣的魔法師。能變身成白色的烏鴉。如同卡福，小時候父母也在「狩獵魔女」的行動中雙雙身亡。之後與卡福彼此相依生活。
很喜歡卡福，但因為喜好女色，因此碰上其他女孩子時會迅速與人家搭訕，並且提出性騷擾般的要求，老是為此被卡福痛打。
會操縱時間魔法，在魔女的世界中也是非常稀有的魔法，但因為無法逆轉親人的死亡，對於施展時間魔法會有陰影，但在卡福身陷危機時就會毫不猶豫地出手。
在魔女首領妲蕾絲以卡福作為威協的要求下，要札因銷毀掉有關少爺詛咒訊息的日記本，但札因重視與少爺的友情，所以假裝銷毀掉來掩人耳目。
中後期在訓練下可以熟練的施展回到過去的時間魔法，之後一行人回到過去與莎黛決戰。
後期劇情中表示說現在身為鳥臉的模樣也是當初莎黛施魔法變的，曾對他提出「如果把某個強力魔法交給莎黛，臉就可以變回原樣」的交換條件。
妲蕾絲（Darres，聲：日笠陽子）
魔女首領，穿著白色修女長袍與骷髏頭面具，莎黛的孿生妹妹。性格隨意且有些懦弱，非常害怕姐姐，即使姐姐死後依然活在陰影之下，但內心還是有著對於姐姐的親情與不捨。
曾在鎮上與愛麗絲擦身而過並誤認成是夏隆，隨後又自行否認。之後揭曉是夏隆受到莎黛的詛咒陷入沉睡後，身體由妲蕾絲悄悄帶走並安置在魔女的世界中。
因為莎黛不喜歡跟自己長得一模一樣的臉龐，所以將妲蕾絲毀容，成為長期戴著骷髏頭面具的主因，在後期與莎黛的決戰後，成功讓莎黛消除的臉部的傷疤
後期與瓦尔特相戀，甚至為此想要變成人類，蒐集了一千的道具與執行了一千個步驟後，最終成功拋棄魔女的身分，與瓦尔特相戀。
莎黛（Sade，聲：甲斐田裕子）
前任魔女首領，妲蕾絲的孿生姊姊。未能體會「被愛」為何物而身陷孤獨，並造成少爺遭受詛咒的關鍵人物。
父親是魔女首領，母親是女王，從小就展現出過人的魔法天分，並擁有自動讀心的能力，對於什麼都比自己弱的妹妹本是抱著憐憫的心情在愛護，但在某次與父親交談時聽到父親的內心說自己「好可怕、想逃離」等話語後，開始對於親情感到不安，之後父母轉而去疼愛妲蕾絲，讓莎黛意識到自己才是可憐的那一位，也漸漸失去的愛人的能力。
長大後殺掉了自己的父親成為了魔女之首，為了防止人們從自己身邊離去，利用「恐懼」來征服他人，為許多魔女帶來不可抹滅的陰影，包括了被毀容的妲蕾絲。
之後和少爺的祖父維克托相識並愛上對方，雖然知道維克托心裡所屬的是妻子莉茲，但莎黛仍頻繁出現在維克托周遭觀察守護著他，直到夏隆的出現，讓莎黛產生忌妒心，進而詛咒了夏隆使其沉睡。在維克托過世前一刻表達了自己的心意，卻得不到答覆，後深陷悲傷並詛咒了少爺「得不到任何愛，也愛不上任何人，悲慘的活著」；其實也是在訴諸自己的悲哀。
之後莎黛遇上了一位年老的人類魔法師尼可，詛咒其「不老不死」，隨後尼可率領眾多人類魔法師一同對付莎黛一人，在犧牲五十位人類魔法師的慘烈戰鬥下殺死了莎黛，但詛咒卻沒有隨著沙黛的死而解除。
後期少爺等人透過時間魔法返回莎黛還活著的過去並與其交談，在經歷一連串戰鬥後，莎黛因體力不支倒下，卻也讓自身的強大魔力失控，最後由愛麗絲透過魔法進入的莎黛內心，讓莎黛重新相信人心與愛情並解開了心結。
收拾了自身暴走的魔力後，正式為尼可和少爺解除詛咒也治好了妲蕾絲的傷疤。為了不影響未來的時間軸，暫時隱居在一名長者經營的牧場，等到了少爺所在的未來後，再度成為了魔女首領。
之後和少爺一行人去到了維克托與莉茲旅行的地點，莎黛與兩人相見傾訴心聲，宣告結束了自己的單戀，還為自己施加詛咒一事正式致歉。
最後在賞花日與夏隆偶遇，並重修舊好，解開多年的心結。

### 過去家族成員
夏隆（Sharon，聲：井上喜久子）
愛麗絲的母親，十分喜歡花卉與理解花語。年輕時生下了愛麗絲，但愛麗絲的生父卻丟下了母女兩跟其他女人生活，即使如此夏隆仍深愛著女兒愛麗絲，對她的關愛也會毫不保留的顯現出來。
個性十分爽朗且率直，在某次意外中救了少爺的祖父維克托，因此被聘到家中擔任女僕。為了報恩不斷努力學習，最後成為了女僕長，深受大家喜愛，也成為了少爺的母親卡貝拉第一位朋友。
夏隆25歲時的某天，遇見了莎黛，並答應與其成為朋友，但莎黛的忌妒心化為二選一的詛咒，要夏隆在「一如既往的平靜生活」與「自身陷入沉睡換取女兒健康」的兩顆蘋果中選一個服下，夏隆毫不猶豫地選擇後者，之後身體被妲蕾絲裝進棺材中並安置在魔女的世界。大家對於夏隆的詛咒並不知情，皆認為夏隆已經過世。
在少爺一行人透過時間魔法第一次回到過去並與莎黛接觸後。莎黛看見了健康的愛麗絲，心生憎恨，故取消的夏隆的沉睡詛咒，但同時在夏隆體內放入自己的分身，企圖襲擊少爺一行人。
時隔10年甦醒的夏隆回到的少爺的本家工作，由於詛咒的關係年齡依舊停留在25歲，但原本小自己1歲的卡貝拉卻已經34歲，但兩人依舊成為了摯友。
最終在與少爺、愛麗絲和卡貝拉的賞花日中偶遇莎黛，接受了莎黛的道歉並願意與其成為朋友。
老維克托（Victor (Senior)，聲：銀河萬丈）
少爺的祖父。年輕時妻子莉茲身亡。在莎黛主動找他之後不疑有他的用自己的20年壽命作為代價簽契約，想在死後與亡妻的靈魂見面。
晚年外出打獵時被流彈擊傷，跑去夏隆家求救，為了報恩聘請夏隆來當女僕，但也引起莎黛的忌妒心，去世後因莎黛沒有釋懷而使少爺被詛咒。
之後因懷念少爺所住的舊宅，與妻子一同回去探望，遇見了少爺與愛麗絲，也因此得知了詛咒與莎黛的事情，對此感到內疚，並希望少爺能夠幫助莎黛。
因為當初與莎黛的契約是「希望能與妻子一同旅行」，所以兩人的靈魂必須不斷在世界各地旅遊，不能停留太久也不能再去到已去過的地方，所以與少爺見面後留下的旅行的路線，讓少爺等人以後方便找到自己。
少爺解除詛咒後，以靈魂型態與少爺等人相會，提出少爺若要放棄繼承家主之位，便需要離開家裡的條件，但也不會干涉少爺自身的選擇。
莉茲（Liz，聲：中原麻衣）
少爺的祖母，個性天真，與夏隆有些相似。結婚紀念日時收到維克托親手製作的音樂盒，對此非常珍視，某天因為要撿取掉落的音樂盒而被馬車撞上而死。後期以靈魂型態與少爺等人相會。

### 其他角色
菲利浦（Phillip，聲：小野友樹、大地葉（幼年））
少爺的兒時玩伴，經常捉弄少爺，在得知少爺被詛咒後非常害怕並與其疏遠。長大後突然拜訪少爺的住處，但因為太害怕少爺的詛咒而出言傷害，隨後也表明自己來訪原因是少爺母親卡貝拉的要求，來看看少爺的生活狀況，最後也表示自己不會再來訪。
舞會篇中再度與少爺碰面，原以為少爺會生氣指責自己，但少爺卻反而向其道歉，讓菲利浦內心感到羞愧。
在少爺解除詛咒後，菲利浦寫了封信，講述自己的妹妹從小就喜歡黑魔法並被迫陪妹妹參與許多儀式，所以天生對於這一類事物感到排斥，也在信中向少爺道歉，並希望少爺能在回信上寫下搬家後的新住址，讓自己能有機會親自登門致歉並再次成為朋友。
尼柯（Nico，聲：藤原夏海（小孩）、堀內賢雄（老年））
擅長運用人類的各種魔術的魔法師，為魔法學校的校長。原本是一名老人，但某日被沙黛施魔法變成小孩的模樣，目前正在找出如何解除由沙黛施加在身上的長生不死魔法的方法，有時會用老人語調說話。
伊基（Ichi，聲：勝生真沙子）
魔法學校的副校長，曾是尼柯的戀人。與尼柯相同身為不是魔女的魔法師，擅長水魔法。在學校做為實戰指導，對曾身為學生的札英語氣上特別嚴格。
弗里（Free，聲：岩田光央）
魔法學校的教師，也是少爺一行人的班導。與尼柯以及伊基不同為一名魔女，擅長守護魔法。
團長（Zachou，聲：水中雅章）
雙子座馬戲團的團長。

## 出版書籍
| 卷數 | 小學館         | 小學館                 | 台灣東販       | 台灣東販               |
| 卷數 | 發售日期       | ISBN                   | 發售日期       | ISBN                   |
| ---- | -------------- | ---------------------- | -------------- | ---------------------- |
| 1    | 2018年1月12日  | ISBN 978-4-09-128099-2 | 2019年4月22日  | ISBN 978-986-475981-1  |
| 2    | 2018年4月12日  | ISBN 978-4-09-128222-4 | 2019年5月22日  | ISBN 978-986-511012-3  |
| 3    | 2018年8月9日   | ISBN 978-4-09-128480-8 | 2019年12月25日 | ISBN 978-986-511210-3  |
| 4    | 2018年11月12日 | ISBN 978-4-09-128697-0 | 2020年4月23日  | ISBN 978-986-511328-5  |
| 5    | 2019年2月12日  | ISBN 978-4-09-128856-1 | 2020年6月24日  | ISBN 978-986-511382-7  |
| 6    | 2019年6月18日  | ISBN 978-4-09-129192-9 | 2020年12月24日 | ISBN 978-986-511560-9  |
| 7    | 2019年9月12日  | ISBN 978-4-09-129357-2 | 2021年2月25日  | ISBN 978-986-511630-9  |
| 8    | 2019年12月12日 | ISBN 978-4-09-129427-2 | 2021年7月12日  | ISBN 978-626-304658-0  |
| 9    | 2020年5月12日  | ISBN 978-4-09-129427-2 | 2021年8月26日  | ISBN 978-626-304823-2  |
| 10   | 2020年10月12日 | ISBN 978-4-09-850191-5 | 2021年10月27日 | ISBN 978-626-304925-3  |
| 11   | 2021年2月12日  | ISBN 978-4-09-850402-2 | 2021年12月29日 | ISBN 978-626-304990-1  |
| 12   | 2021年5月12日  | ISBN 978-4-09-850547-0 | 2022年3月24日  | ISBN 978-626-321287-9  |
| 13   | 2021年7月12日  | ISBN 978-4-09-850657-6 | 2022年5月26日  | ISBN 978-626-329231-4  |
| 14   | 2021年11月12日 | ISBN 978-4-09-850805-1 | 2022年8月29日  | ISBN 978-626-329-400-4 |
| 15   | 2022年6月10日  | ISBN 978-4-09-851137-2 | 2022年12月28日 | ISBN 978-626-329-639-8 |
| 16   | 2022年7月12日  | ISBN 978-4-09-851218-8 | 2023年1月31日  | ISBN 978-626-329-640-4 |

## 電視動畫
2021年2月2日，宣佈獲改編為電視動畫，並於2021年7月4日在東京都會電視台等播放；當時公佈了本作會以卡通渲染的方式繪製3D電腦圖形，並公開先導宣傳影片、先導視覺圖、主要製作人員，以及男女主角會分別由花江夏樹和真野步飾演。3月27日，花江和真野出席AnimeJapan 2021舞台活動，活動中宣佈動畫於7月播映，並公開了第1條宣傳影片。5月12日，宣佈首播日期為7月4日，並公開正式宣傳影片、主視覺圖、其他參演聲優等等。
6月19日18時，在影音平台MIXCHANNEL（ミクチャ）舉行第1至3集的線上收費先行上映會，花江夏樹和真野步出席直播節目部份。
網路廣播節目《死神少爺與黑女僕 少爺與愛麗絲與電台》（死神坊ちゃんと黒メイド 坊ちゃんとアリスとラジオ）由6月30日起，隔週星期三在音泉和「NBCUniversal Anime/Music」YouTube頻道播出，花江夏樹和真野步主持。

### 製作人員
- 原作：
- 導演：山川吉樹
- 系列構成：白根秀樹
- 角色設計：桑波田滿
- CG監督：鈴木勇介（第1期）、石原裕也（第2、3期）
- 角色模型監督：畑野雄哉
- 美術監督：鈴木朗
- 色彩設計：木村美保
- 攝影監督：福世晉吾
- 編輯：坪根健太郎
- 音響監督：明田川仁
- 音樂：奧田弦、渡邊剛
- 動畫製作：J.C.STAFF
- CGI：SMDE
- 製作：死神少爺與黑女僕製作委員會[3]

### 主題曲
第1期
片頭曲《滿月與剪影之夜》（満月とシルエットの夜）
主唱：少爺（花江夏樹）、愛麗絲（真野步），作詞：高瀨愛虹，作曲、編曲：やしきん
片尾曲
《夜想曲》（第1話、第3-9話、第11-12話）
主唱：愛麗絲（真野步），作詞：藤林聖子，作曲、編曲：Yoma
《貓頭鷹與小貓》（ふくろうと仔猫）（第10話）
主唱：少爺（花江夏樹）、愛麗絲（真野步），作曲、編曲：渡邊剛
插曲
《月亮與貓的協奏曲》（月と猫のコンチェルト）（第2話）
主唱：少爺（花江夏樹），作詞：高瀨愛虹，作曲：奧田弦，編曲：渡邊剛
《一起洗澡真好》（洗いっこいいなぁ）（第4話）
主唱：少爺（花江夏樹），作詞：高瀨愛虹，作曲、編曲：渡邊剛
《萨巴特之夜魔女赞歌》（サバトの夜に魔女賛歌）（第6話）
主唱：冈崎昌幸、渕上祥人、大木理纱、原田真纯，作词：高濑爱虹，作曲、编曲：渡边刚
《Make a wish》（第9話）
主唱：少爺（花江夏樹）、愛麗絲（真野步）、羅伯（大塚芳忠）、畢歐拉（水瀨祈）、卡福（倉持若菜）、札英（神谷浩史）
作词：藤林聖子，作曲、编曲：渡边刚
第2期
片頭曲
主唱：少爺（花江夏樹）、愛麗絲（真野步），作詞：藤林聖子，作曲、編曲：小林康太
片尾曲
主唱：，作詞：，作曲：，編曲：野村美和
插曲
《Shall We GOLF》（第14話）
主唱：少爺（花江夏樹）、愛麗絲（真野步），作詞：高瀨愛虹，作曲、編曲：渡邊剛
（第15話）
主唱：少爺（花江夏樹）、愛麗絲（真野步），作詞：高瀨愛虹，作曲、編曲：渡邊剛
（第16話）
主唱：岡崎昌幸、竹内浩明、大木理紗、ENA☆，作詞：藤林聖子，作曲、編曲：大川茂伸
（第18話）
主唱：卡芙（倉持若菜）、扎英（神谷浩史），作詞：高瀨愛虹，作曲、編曲：大川茂伸
第3期
片頭曲
主唱：，作詞：，作曲：，編曲：
片尾曲
主唱：愛麗絲（真野步），作詞：藤林聖子，作曲、編曲：溝口雅大
第28話未使用
插曲
（第25話）
主唱：兒童合唱團，作詞：白根秀樹，作曲：奧田弦，編曲：渡邊剛
（第30話）
主唱：沃特（內田雄馬）、妲蕾絲（日笠陽子），作詞：高瀨愛虹，作曲、編曲：渡邊剛

### 各話列表
| 話數       | 日文標題 | 中文標題                   | 劇本              | 分鏡     | 演出     | 首播日期      |
| 第一季     | 第一季   | 第一季                     | 第一季            | 第一季   | 第一季   | 第一季        |
| ---------- | -------- | -------------------------- | ----------------- | -------- | -------- | ------------- |
| 第一話     |          | 少爺與愛麗絲               | 白根秀樹          | 山川吉樹 | 山川吉樹 | 2021年 7月4日 |
| 第二話     |          | 少爺與管家與迷途貓         | 白根秀樹          | 佐山聖子 | 山川吉樹 | 7月11日       |
| 第三話     |          | 少爺與滿月流星群           | 白根秀樹          | 佐山聖子 | 山川吉樹 | 7月18日       |
| 第四話     |          | 少爺與愛麗絲與雪之記憶     | 白根秀樹          | 佐山聖子 | 山川吉樹 | 7月25日       |
| 第五話     |          | 少爺與鳥與滑冰             | 村本佳苗          | 佐山聖子 | 山川吉樹 | 8月1日        |
| 第六話     |          | 少爺與愛麗絲與魔界的一夜   | 白根秀樹          | 佐山聖子 | 山川吉樹 | 8月8日        |
| 第七話     |          | 少爺與愛麗絲的尋常一日     | 白根秀樹          | 佐山聖子 | 山川吉樹 | 8月15日       |
| 第八話     |          | 白雪黑服                   | 白根秀樹          | 佐山聖子 | 山川吉樹 | 8月22日       |
| 第九話     |          | 少爺與愛麗絲與聖誕夜誓言   | 白根秀樹          | 大畑清隆 | 山川吉樹 | 8月29日       |
| 第十話     |          | 少爺與愛麗絲與屬於兩人的歌 | 白根秀樹          | 佐山聖子 | 山川吉樹 | 9月5日        |
| 第十一話   |          | 少爺與秘密魔法             | 白根秀樹          | 佐山聖子 | 山川吉樹 | 9月12日       |
| 第十二話   |          | 與少爺一起                 | 白根秀樹          | 山川吉樹 | 山川吉樹 | 9月17日       |
| 第二季     |          |                            |                   |          |          |               |
| 第十三話   |          | 少爺與愛麗絲與魔法泳池     | 白根秀树          | 山川吉树 | 山川吉树 | 2023年 7月9日 |
| 第十四話   |          | 少爺與高爾夫與神祕美少女   | 白根秀树          | 山川吉树 | 山川吉树 | 7月16日       |
| 第十五話   |          | 少爺與愛麗絲與幽靈新娘     | 白根秀树          | 佐山圣子 | 山川吉树 | 7月23日       |
| 第十六話   |          | 少爺與愛麗絲的馬戲入門     | 伊藤睦美          | 佐山圣子 | 山川吉树 | 7月30日       |
| 第十七話   |          | 卡福與札因與表白           | 伊藤睦美          | 山川吉樹 | 山川吉树 | 8月6日        |
| 第十八話   |          | 少爺與大家的日常           | 白根秀樹          | 佐山聖子 | 山川吉树 | 8月13日       |
| 第十九話   |          | 少爺與愛麗絲與魔界的邂逅   | 白根秀樹          | 佐山聖子 | 山川吉树 | 8月20日       |
| 第二十話   |          | 少爺與愛麗絲與隔窗之吻     | 白根秀樹          | 山川吉樹 | 山川吉树 | 8月27日       |
| 第二十一話 |          | 少爺與愛麗絲與第二次紀念日 | 白根秀樹          | 佐山聖子 | 山川吉树 | 9月3日        |
| 第二十二話 |          | 少爺與愛麗絲與飛天掃帚     | 伊藤睦美          | 佐山聖子 | 山川吉树 | 9月10日       |
| 第二十三話 |          | 少爺與愛麗絲與魔法學校     | 白根秀樹          | 佐山聖子 | 山川吉树 | 9月17日       |
| 第二十四話 |          | 少爺與愛麗絲與詛咒的魔女   | 白根秀樹 伊藤睦美 | 山川吉樹 | 山川吉树 | 9月24日       |
| 第三季     |          |                            |                   |          |          |               |
| 第二十五話 |          | 少爺與愛麗絲和重逢的母親   | 白根秀樹          | 佐山聖子 | 山川吉树 | 2024年 4月7日 |
| 第二十六話 |          | 少爺與愛麗絲和神祕分身     | 伊藤睦美          | 大畑清隆 | 山川吉树 | 4月14日       |
| 第二十七話 |          | 少爺與愛麗絲和兩位母親     | 白根秀樹          | 大畑清隆 | 山川吉树 | 4月21日       |
| 第二十八話 |          | 少爺與愛麗絲和莎黛的戀情   | 白根秀樹          | 山川吉树 | 山川吉树 | 4月28日       |
| 第二十九話 |          | 舞會 前篇                  | 伊藤睦美          | 大畑清隆 | 山川吉树 | 5月5日        |
| 第三十話   |          | 舞會 後篇                  | 白根秀樹          | 佐山聖子 | 山川吉树 | 5月12日       |
| 第三十一話 |          | 集合                       | 伊藤睦美          | 大畑清隆 | 山川吉树 | 5月19日       |
| 第三十二話 |          | 說服                       | 白根秀樹          | 大畑清隆 | 山川吉树 | 5月26日       |
| 第三十三話 |          | 孤獨和困惑                 | 白根秀樹          | 佐山聖子 | 山川吉树 | 6月2日        |
| 第三十四話 |          | 維克托的孫子 夏隆的女兒    | 白根秀樹          | 佐山聖子 | 山川吉树 | 6月9日        |
| 第三十五話 |          | 朋友 解開詛咒 然後         | 白根秀樹          | 山川吉树 | 山川吉树 | 6月16日       |
| 第三十六話 |          | 死神少爺與黑女僕           | 白根秀樹          | 山川吉树 | 山川吉树 | 6月23日       |

### BD / DVD
| 卷數                | 發售日              | 收錄話              | 規格編號            | 規格編號            |
| 卷數                | 發售日              | 收錄話              | BD限定版            | DVD限定版           |
| 第1期（初回限定版） | 第1期（初回限定版） | 第1期（初回限定版） | 第1期（初回限定版） | 第1期（初回限定版） |
| ------------------- | ------------------- | ------------------- | ------------------- | ------------------- |
| 1                   | 2021年9月29日       | 第1話 - 第2話       | GNXA-2321           | GNBA-2811           |
| 2                   | 2021年10月13日      | 第3話 - 第4話       | GNXA-2322           | GNBA-2812           |
| 3                   | 2021年10月27日      | 第5話 - 第6話       | GNXA-2323           | GNBA-2813           |
| 4                   | 2021年11月12日      | 第7話 - 第8話       | GNXA-2324           | GNBA-2814           |
| 5                   | 2021年11月26日      | 第9話 - 第10話      | GNXA-2325           | GNBA-2815           |
| 6                   | 2021年12月10日      | 第11話 - 第12話     | GNXA-2326           | GNBA-2816           |
| BOX                 |                     |                     |                     |                     |
| 第1期               | 2024年10月3日       | 各期全12話          | GNXA-2551           | 不適用              |
| 第2期               | 2024年10月3日       | 各期全12話          | GNXA-2552           | 不適用              |
| 第3期               | 2024年10月3日       | 各期全12話          | GNXA-2553           | 不適用              |

### 播放平台
日本深夜動畫：下文記載的日本国内播放時間使用日本標準時間（UTC+9）表示。因為部分時間标识會採用30小时制，因此請留意这类超过24:00的时间，其實際播放時間為翌日清晨。
| 播放日期              | 播放時間（UTC+9）    | 播放電視台 | 播放地區   | 備註                    |
| --------------------- | -------------------- | ---------- | ---------- | ----------------------- |
| 2021年7月4日－9月19日 | 星期日 22:00 - 22:30 | TOKYO MX   | 東京都     |                         |
| 2021年7月4日－9月19日 | 星期日 23:30 - 24:00 | BS11       | 日本全域   | 參與製作、衛星廣播      |
| 2021年7月5日－9月20日 | 星期一 25:59 - 26:29 | 讀賣電視台 | 近畿廣域圈 | 第3、4集由26:09開始播映 |
| 2021年7月8日－9月23日 | 星期四 21:30 - 22:00 | AT-X       | 日本全域   | 衛星廣播                |

## 外部連結
- 漫畫連載網站（日語）
- 電視動畫官方網站（日語）
- 電視動畫的X（前Twitter）（日語）